# كيس فان كوتن
اسمه الكامل هو كورنيليس راينر «كيس» فان كوتن (بالهولندية: Cornelis Reinier "Kees" van Kooten) هو ممثل وكوميدي وكاتب ساخر هولندي ولد في يوم 10 أغسطس 1941 في مدينة لاهاي. اشتهر بالديو خاصته مع فيم دي باي المعروف باسم فان كوتن أند دي باي. هو والد الممثلة الهولندية كيم فان كوتن.